# Кфар-Нетер
Кфар-Нетер (ивр. כְּפַר נֶטֶר‎) — мошав, расположенный на израильской прибрежной равнине рядом с Нетанией. Относится к региональному совету Хоф-ха-Шарон.

## История
Мошав основан 27 июля 1939 года выпускниками и сотрудниками сельскохозяйственной школы Микве Исраэль в рамках строительства поселений «Стена и башня» и назван в честь Шарля Неттера, основателя и первого директора школы. Часть мошава занята сельскохозяйственными посадками (основные культуры — цитрусовые и авокадо, выращиваются также аннона, ананасы, виноград, овощи), часть — конными, овцеводческой фермами и питомником. В 2001 году мошав был расширен за счёт 82-х участков площадью в полдунама, на которых построены частные дома.

## Население
По данным Центрального статистического бюро Израиля, население на начало 2020 года составляло 1 193 человека.